# 国見山 (熊本県山鹿市鹿央町)
国見山（くにみやま）は、熊本県山鹿市鹿央町霜野にある山。標高は389m。

## 地理
山鹿市の南端に近い位置にあり、熊本市の北西部から山鹿市、玉東町、和水町に連なる国見山地の主峰である。地質は泥質片岩や砂質片岩などの変成岩類からなる。

## 自然
1906年（明治39年）頃から造成された数千本のクス林で知られ、国見山のクス林は有用広葉樹母樹林に指定されている。全国野鳥保護のつどいが開催されたのを記念して「野鳥の森」にも指定されており野鳥観察小屋がある。

## 周辺の施設
- 熊本県立装飾古墳館[1]